# Marie-Luise Schramm
Marie-Luise Schramm (Berlino Est, 2 maggio 1984) è un'attrice, doppiatrice e conduttrice radiofonica tedesca, figlia dell'attore e doppiatore Bernd Schramm.

## Filmografia
- Porto mio fratello a fare sesso (Mein Bruder, der Vampir) - regia di Sven Taddicken (2001)
- Bin ich sexy? - regia di Katinka Feistl (2004)
- Die Bluthochzeit - regia di Dominique Deruddere (2005)
- Komm näher - regia di Vanessa Jopp (2006)
- Was am Ende zählt - regia di Julia von Heinz (2007)

### Televisione
- Il nostro amico Charly (Unser Charly) - serie TV (1995)
- Die Gespenster von Flatterfels - serie TV (1996)
- La nave dei sogni (Das Traumschiff)  - serie TV (1996)
- Praxis Bülowbogen - serie TV (1 episodio) (1996)
- Mama ist unmöglich - serie TV (1997-199)
- SOKO Wismar - serie TV (2004)
- Das Duo: Unter Strom - film TV - regia di Urs Egger (2006)
- Die Familienanwältin  - serie TV (2006-2007)
- Morden im Norden - serie TV (2011-2017)
- Squadra Speciale Colonia (SOKO Köln) - serie TV (2014)

## Doppiaggio

### Cinema
- Mara Wilson in Mrs. Doubtfire - Mammo per sempre
- Nadia Townsend in Segnali dal futuro
- Mia Wasikowska in Alice in Wonderland, Jane Eyre, Alice attraverso lo specchio

### Televisione
- Lalaine in Lizzie McGuire
- Emily Rios in Breaking Bad
- Aubrey Peeples in Sharknado

### Serie televisive d'animazione
- Timmid e Blunder in I segreti dell'isola misteriosa
- Kyoko Tokiwa in Full Metal Panic!
- Angela Anaconda in Angela Anaconda
- Maya Natsume da bambina in Inferno e paradiso
- Toph Beifong in Avatar - La leggenda di Aang
- Nonny in Bubble Guppies - Un tuffo nel blu e impari di più
- Arale Norimaki in Dr. Slump
- Carla in La crescita di Creepie
- Ran in Texhnolyze
- Taranee Cook in W.I.T.C.H.
- Wendy in Gravity Falls
- Charica in Elena di Avalor